# Stade Millerntor
Le Millerntor-Stadion (appelé Wilhelm-Koch-Stadion de 1970 à 1998) accueille les matchs à domicile de l'équipe de football du FC Sankt Pauli et de l'équipe de football américain des Blue Devils de Hambourg. Il se situe à Hambourg, en Allemagne, dans le quartier de Sankt Pauli et contient 29 546 places.

## Histoire
Le stade fut construit directement après la première guerre mondiale et constituait le premier équipement sportif du quartier Heiligengeistfeld. Ce terrain était utilisé entre autres par le St. Pauli TV et une équipe constitué d'ouvriers du port.
En 1946, le FC St. Pauli avait construit un nouveau stade grâce à l'aide de ses fans et de ses adhérents. Cependant, ce stade n'était pas initialement prévu pour durer : la construction du stade actuel débuta en 1961. Il ne fut inauguré qu'en 1963 puisqu'il se rencontrait régulièrement des problèmes d'inondations après l'oubli d'un système de drainage.

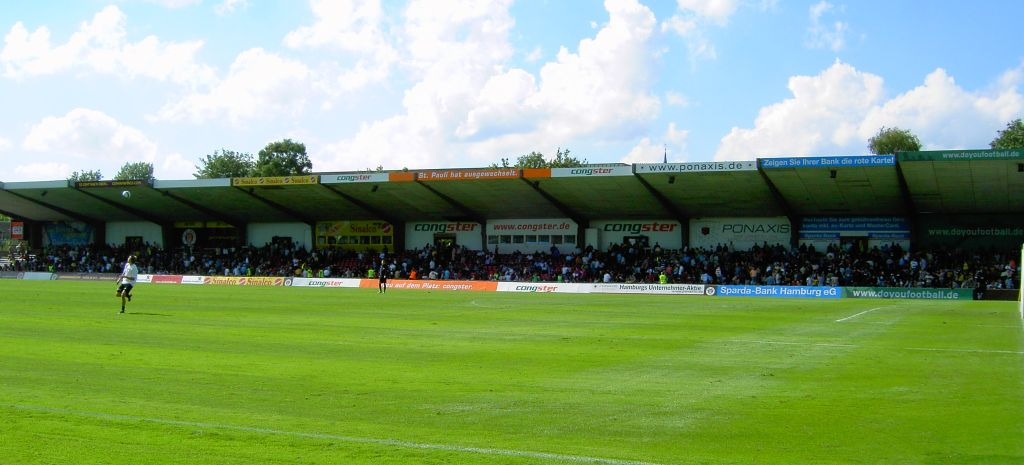
Tribune officielle

Au fil du temps, le stade fut rénové plusieurs fois. La capacité maximale de 32 000 places fut ramenée à 20 629 pour des raisons de sécurité. Il y eut pendant une dizaine d'années des planifications ou projets pour une rénovation ou la construction d'un nouveau stade (Sport-Dome, Weisener-Arena), qui ont toujours été annulés à cause de problèmes financiers. En 2005, avant le 8e de finale de la Coupe d'Allemagne contre le Hertha BSC, la capacité sera une nouvelle fois réduite pour raison de sécurité (- 829 places, 19 800 spectateurs).

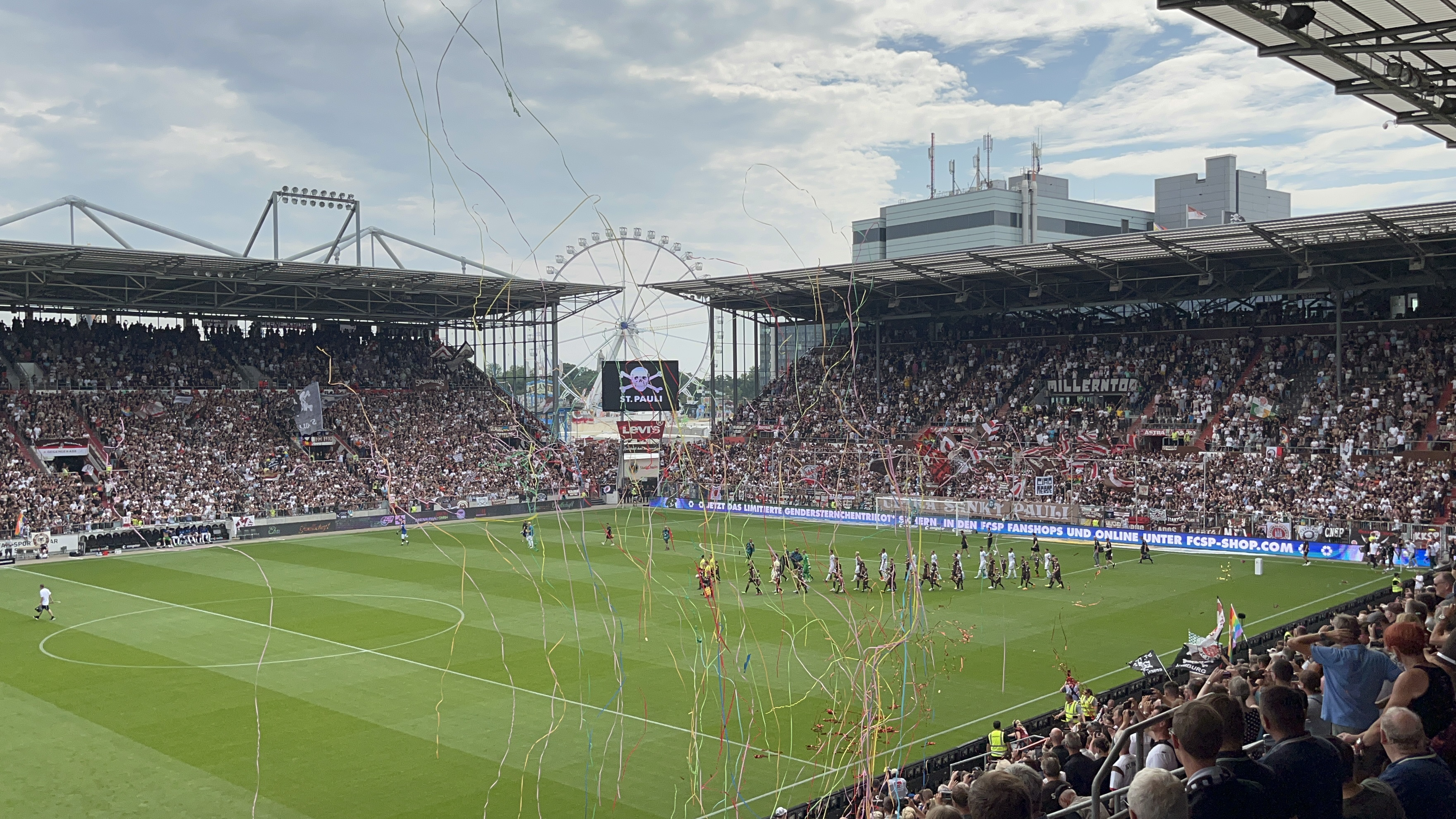
Le stade Millerntor rénové lors d'un match entre le FCSP et le 1. FC Magdeburg (2022)

Aujourd'hui, la rénovation est terminée et la capacité actuelle est de 29 546 spectateurs.

## Dénomination
L'appellation « Millerntor-Stadion » vient du fait que l'enceinte sportive se trouve à proximité d'une ancienne porte (« Tor ») de la ville de Hambourg, le Millerntor. En 1970, le stade est renommé Wilhelm-Koch-Stadion pour rendre hommage à un président historique du club. Le 30 octobre 1988, le stade change une nouvelle fois de nom et devient le Millerntor-Stadion; Wilhelm Koch aurait adhéré au NSDAP, parti nazi allemand de l'époque. Le 18 novembre 2007, les membres du FC St. Pauli décident, à une grosse majorité, de ne pas vendre le nom du stade à un sponsor et en interdisent une quelconque modification.

## Rénovation
Depuis 2006, le stade a été rénové par étape et offre dorénavant une capacité de 29 546 places, dont 16 940 debout et 12 606 assises. Pendant les travaux, la principale contrainte était qu'il ne devait y avoir qu'une seule tribune en rénovation. Le reste du stade devait rester ouvert et accessible au public. La rénovation s'est terminée en août 2015. Le 13 décembre 2006, la ville de Hambourg donne une subvention de 5,5 millions d'euros pour faire avancer les travaux. Le 19 décembre 2006, la tribune sud est démolie mais les travaux de reconstruction n'ont commencé qu'en mai 2007 à cause de problèmes financiers. Elle est rouverte en partie le 11 novembre 2007 : pour le match contre le FC Augsburg, 1 500 personnes prirent places dans cette tribune. Elle est officiellement inaugurée le 18 juillet 2008 lors d'un match contre l'équipe nationale cubaine. La reconstruction de la tribune principale était terminée au bout de la trêve estivale 2010.